# Il testamento (Appino)
| Recensione       | Giudizio |
| ---------------- | -------- |
| Rockit.it        | Positivo |
| Rockol           |          |
| SentireAscoltare |          |
| OndaRock         |          |

Il testamento è il primo album studio da solista di Appino, frontman del gruppo toscano Zen Circus, pubblicato il 5 marzo 2013 da La Tempesta Dischi e distribuito da Universal.

## Il disco
L'annuncio della pubblicazione dell'album è avvenuto nell'ottobre 2012 mediante un video su YouTube.
Un'altra anticipazione si è avuta l'8 dicembre 2012, quando Appino si è esibito al Festival La Tempesta al Rivolta tenutosi a Marghera, insieme a Giulio Favero, Franz Valente e Rodrigo D'Erasmo.
L'album è stato registrato in Toscana al Sam World di Lari (in provincia di Pisa), nel periodo dicembre 2012-gennaio 2013. Le registrazioni sono state effettuate da Giulio Favero, membro della band Il Teatro degli Orrori. 
Hanno collaborato anche Franz Valente (batterista della stessa band), Rodrigo D'Erasmo, violinista degli Afterhours, Marina Rei e i Gatti Mézzi. Il missaggio è stato effettuato presso La Sauna Studio di Varese da Giulio Favero, lo stesso Appino e Andrea Cajelli.
Il disco è stato presentato dallo stesso Appino in una nota, in cui afferma: "È la totale liberazione dei miei dolori più profondi, la vera e difficile storia della mia famiglia usata come veicolo per una terapia di gruppo, necessaria e a tratti violenta."
Il 18 febbraio 2013 viene pubblicato il primo singolo, ossia Che il lupo cattivo vegli su di te, accompagnato da un videoclip diretto da Stefano Poletti e diffuso in esclusiva dal sito di Vanity Fair.
Il 4 marzo seguente viene diffuso il videoclip de La festa della liberazione: si tratta di una registrazione live acustica nella cave di marmo di Carrara, per la regia di Annapaola Martin.
Il 26 marzo 2013 il disco viene reso disponibile nell'edizione in vinile.
Il tour di promozione, è partito il 29 marzo 2013, con una formazione composta da Appino (voce e chitarra), Giulio Favero (basso), Franz Valente (batteria) e Enzo Moretto (tastiere e chitarra) degli A Toys Orchestra.
Nel settembre 2013 il disco viene inserito nella rosa dei cinque finalisti della Targa Tenco nella categoria "opera prima di cantautore". ed il successivo 2 ottobre viene comunicata la vittoria di Appino sugli altri candidati.

## Tracce
Testi di Andrea Appino, musiche di Andrea Appino e Giulio Favero, eccetto dove specificato.
1. Il testamento – 5:16
2. Che il lupo cattivo vegli su di te – 4:01
3. Passaporto – 4:36
4. Specchio dell'anima – 3:38
5. Fuoco! – 3:17 (testo: Andrea Appino – musica: Giulio Favero)
6. La festa della liberazione – 6:24 (Andrea Appino)
7. Questione d'orario – 3:59
8. Fiume padre – 4:28 (Andrea Appino)
9. Solo gli stronzi muoiono – 3:14 (testo: Andrea Appino – musica: Giulio Favero)
10. I giorni della merla – 4:12
11. Tre ponti – 4:29 (Andrea Appino)
12. Godi (adesso che puoi) – 3:57
13. Schizofrenia – 3:30 (testo: Andrea Appino – musica: Giulio Favero)
14. 1983 – 4:38

### Curiosità[6][11]
- Il testamento è dedicata a Mario Monicelli e in particolare all'episodio legato alla morte dello stesso regista.
- Anche la nona traccia è ispirata al regista: il titolo è infatti la risposta che Monicelli diede alla domanda "Hai paura di morire?"[12].
- Che il lupo cattivo vegli su di te è stata definita "una ninna nanna al contrario".
- Schizofrenia e Lo specchio dell'anima parlano del fatto che noi siamo il nostro nemico.
- Tre ponti e Fiume padre parlano, in due sensi diversi, di quando la gente si aggrappa all'amore come una risorsa, ma questo a volte può non funzionare. Fiume padre è riferito al Po.
- La festa della liberazione è un omaggio alla canzone Desolation Row di Bob Dylan (traccia di chiusura di Highway 61 Revisited, 1965), da cui viene presa la struttura. La stessa canzone fu tradotta da Fabrizio De André e Francesco De Gregori e intitolata Via della Povertà (presente nell'album Canzoni del 1974).
- Il video musicale del brano La festa della liberazione è una dedica a Lucio Dalla.
- Godi (Adesso che puoi) omaggia attraverso la voce, il testo e le figure retoriche, Lucio Dalla.
- 1983 è ispirata al discorso di Natale tenuto in quell'anno dal presidente Sandro Pertini.
- I Giorni della Merla inizialmente doveva essere il titolo dell'album.

## Formazione
- Andrea Appino - voce, chitarre, elettronica, armonica, basso
- Giulio Favero - basso, cori, elettronica, chitarre, pianoforte
- Franz Valente - batteria
- Rodrigo D'Erasmo - violino
- Tommaso Novi - pianoforte, fischio
- Marina Rei - cori
- Annapaola Martin - cori
- Andrea Ciacchini - mandolino
- Anita Salvini - violoncello

## Classifiche
| Classifica (2013) | Posizione massima |
| ----------------- | ----------------- |
| Italia            | 61                |